# Prise de Madras (1746)
Guerre de Succession d'Autriche
Batailles
- Négapatam (1746)
- Madras (1746)
- Adyar (1746)
- Gondelour (1748)
- Pondichéry (1748)

La prise de Madras oppose, en septembre 1746, la garnison britannique de la ville de Madras et des assaillants français menés par Bertrand-François Mahé de La Bourdonnais ainsi que son second, le capitaine Thomas Herbert de La Portbarré, et Joseph François Dupleix, pendant la première guerre carnatique, durant la guerre de Succession d'Autriche asiatique. 

## Préambule
Dans le temps où les Français possédaient des établissements considérables dans les Indes, le général Labourdonnaye, commandant les colonies françaises de l'île de Bourbon et de l'île de France, arme en guerre neuf vaisseaux, y embarque deux mille deux cents hommes, et cingle vers Madras, qui était l'entrepôt général du commerce anglais dans ces parages.

## La bataille
Il trouve aux approches une flotte anglaise, commandée par l'amiral Barnett (en), qui en défendait les abords.
Il l'attaque, la disperse, et met le siège devant Madras. Il débarque sans résistance, fait gronder son canon contre les murailles de la ville, qui était alors peu fortifiée, et où l'on comptait seulement cinq cents hommes de garnison. 
La défense du gouverneur anglais étant irrésolue et molle, celui-ci se rend. La ville est imposée à neuf millions. Le vainqueur rétablit le calme dans une population de cinquante mille âmes de toutes couleurs, par une conduite généreuse.